# كأس بلغاريا 1947
كأس بلغاريا 1947 (بالبلغارية: Купа на Съветската армия 1947)‏ هو موسم من كأس بلغاريا. أشرف على تنظيمه اتحاد بلغاريا لكرة القدم، وفاز فيه ليفسكي صوفيا.